# Discographie de David Hallyday

La discographie de David Hallyday comprend l'ensemble des disques qu'il a réalisés durant sa carrière soit 16 albums studio (dont 3 en groupe) et un album live.

## Singles

### Les années Scotti Bross (1987-1992)
| Année | Titres                   | Ventes certifiées | Album              |
| ----- | ------------------------ | ----------------- | ------------------ |
| 1987  | He's my girl             | SNEP : 150 000    | True Cool          |
| 1988  | Move                     | NC                | True Cool          |
| 1988  | High                     | SNEP : 500 000    | True Cool          |
| 1989  | Listening                | SNEP : 100 000    | True Cool          |
| 1989  | Wanna Take My Time       | SNEP : 75 000     | True Cool          |
| 1990  | Tears of the Earth       | SNEP : 100 000    | Rock'n'Heart       |
| 1990  | About you                | SNEP : 150 000    | Rock'n'Heart       |
| 1990  | Change of heart          | NC                | Rock'n'Heart       |
| 1991  | Ooh la la                | SNEP : 50 000     | Rock'n'Heart       |
| 1992  | Hold on blue eyes (Live) | NC                | On the Road (Live) |

### Les années Blind Fish (1993-1994)
| Année | Titres         | Ventes certifiées | Album             |
| ----- | -------------- | ----------------- | ----------------- |
| 1993  | Heros          | NC                | Single uniquement |
| 1993  | Pain and pride | NC                | 2000 BBF          |
| 1994  | Natural child  | NC                | 2000 BBF          |

### Les années Novacaine (1997-1998)
| Année | Titres          | Ventes certifiées | Album     |
| ----- | --------------- | ----------------- | --------- |
| 1997  | Supersonic soul | NC                | Novacaine |

### Les annéesMercury Records(1999-2017)
| Année | Titres                            | Ventes certifiées | Album               |
| ----- | --------------------------------- | ----------------- | ------------------- |
| 1999  | Tu ne m'as pas laissé le temps    | SNEP : 1 000 000  | Un paradis/Un enfer |
| 1999  | Pour toi                          | NC                | Un paradis/Un enfer |
| 2000  | Ange étrange                      | NC                | Un paradis/Un enfer |
| 2000  | Le manque à donner                | NC                | Un paradis/Un enfer |
| 2002  | Repenses-y si tu veux             | NC                | Révélation          |
| 2002  | Un homme libre                    | NC                | Révélation          |
| 2004  | Satellite                         | NC                | Satellite           |
| 2004  | Le défi                           | NC                | Satellite           |
| 2004  | Plus me passer de toi             | NC                | Satellite           |
| 2007  | Tendre est la nuit                | NC                | David Hallyday      |
| 2007  | Steve McQueen                     | NC                | David Hallyday      |
| 2010  | On se fait peur (Avec Laura Smet) | NC                | Un nouveau monde    |
| 2010  | N.Y.C (Moi je)                    | NC                | Un nouveau monde    |
| 2015  | The Rising (Avec Mission Control) | NC                | Alive               |
| 2016  | Comme avant                       | NC                | Le temps d'une vie  |
| 2017  | Des portes entre-nous             | NC                | Le temps d'une vie  |